# Muna Jabir Adam

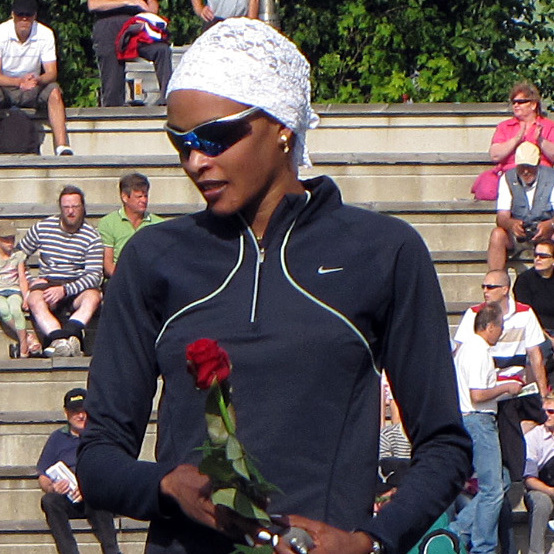
Muna Jabir Adam trên bục (giữa)

Muna Jabir Adam (sinh ngày 6 tháng 1 năm 1987) là một vận động viên người Sudan sinh ra ở Al-Ubayyid, người chuyên vượt rào 400 mét.

## Thành tích
| Năm                | Giải đấu                   | Địa điểm           | Thứ hạng           | Nội dung           | Chú thích          |
| Representing Sudan | Representing Sudan         | Representing Sudan | Representing Sudan | Representing Sudan | Representing Sudan |
| ------------------ | -------------------------- | ------------------ | ------------------ | ------------------ | ------------------ |
| 2003               | World Youth Championships  | Sherbrooke, Canada | 6th                | 400 m              | 54.28              |
| 2003               | All-Africa Games           | Abuja, Nigeria     | 12th (h)           | 400 m              | 54.43              |
| 2004               | World Junior Championships | Grosseto, Italy    | 10th (sf)          | 400 m              | 54.49              |
| 2006               | World Junior Championships | Bắc Kinh, China    | 4th                | 400 m h            | 57.03              |
| 2007               | All-Africa Games           | Algiers, Algérie   | 1st                | 400 m h            | 54.93 NR           |
| 2007               | All-Africa Games           | Algiers, Algérie   | 3rd                | 4 × 400 m relay    | 3:34.84 NR         |
| 2007               | World Championships        | Osaka, Nhật Bản    | 15th (sf)          | 400 m h            | 55.65              |
| 2007               | Pan Arab Games             | Cairo, Ai Cập      | 1st                | 400 m h            | 56.07              |
| 2007               | Pan Arab Games             | Cairo, Ai Cập      | 2nd                | 4 × 100 m relay    | 47.43 NR           |
| 2007               | Pan Arab Games             | Cairo, Ai Cập      | 1st                | 4 × 400 m relay    | 3:38.56            |
| 2007               | Pan Arab Games             | Cairo, Ai Cập      | 1st                | Heptathlon         | 4594               |
| 2008               | Olympic Games              | Beijing, China     | 20th (h)           | 400 m h            | 57.16              |

### Thành tích cá nhân tốt nhất
- 200 mét - 23,88 giây (2007) - kỷ lục quốc gia.[1]
- 400 mét - 53,34 giây (2004)
- 800 mét - 2:02,43 giây (2005) - kỷ lục quốc gia.
- Vượt rào 100 mét - 14,31 giây (2007) - kỷ lục quốc gia.
- Vượt rào 400 mét - 54,93 giây (2007) - kỷ lục quốc gia.
- Bảy môn phối hợp - 4977 điểm (2005) - kỷ lục quốc gia.